# (6525) Ocastron
(6525) Ocastron (1992 SQ2) – planetoida z pasa głównego asteroid okrążająca Słońce w ciągu 3,92 lat w średniej odległości 2,49 j.a. Odkryta 20 września 1992 roku.